# Louvre
Louvre (Musée du Louvre) er et kolossalt museum i Paris. Bygningen blev opført i 1190 af kong Filip 2. August som fæstning for at beskytte Paris mod angreb nordfra. Slottet blev udvidet i 1546, og udvidelserne fortsatte frem til 1800-tallet. Dele af slottet blev allerede museum i 1793. Efter en større restaurering i 1980'erne blev hele slottet brugt som museum fra 1993.
Mest kendt blandt de omfattende kunstsamlinger er Leonardo da Vincis maleri, Mona Lisa, men der er også omfattende etnografiske og historiske samlinger.
I 1983 præsenterede Frankrigs præsident François Mitterrand sin "Grand Louvre Plan". Det var en omfattende plan for renovering og udbygning af Louvre, bl.a. med ny hovedindgang. Arkitekt I. M. Pei stod for projektet og foreslog en stor glaspyramide inde i den centrale slotsplads som en ny hovedindgang. Pyramiden og den store underjordiske lobby blev indviet den 15. oktober 1988. Anden fase af den store Louvre-plan, Den omvendte Pyramide, var færdig i 1993.
Slottet Louvre blev klassificeret som Monument historique i 1914. 
Med over 7 millioner besøgende om året er det verdens mest besøgte museer.

## Museet i populærkulturen
- I Dan Browns kriminalroman Da Vinci Mysteriet tager mysteriet udgangspunkt i museet.